# Erika Polidori
Pour les articles homonymes, voir Polidori.
Erika Polidori, née le 26 janvier 1992 à London (Ontario), est une joueuse canadienne de softball.

## Carrière
Avec l'équipe du Canada, elle remporte la médaille de bronze du Softball aux Jeux olympiques d'été de 2020 à Tokyo.